# Mighty Man and Yukk
Mini Polegar (Mighty Man and Yukk) é um desenho animado produzido em 1978 pela Ruby-Spears Productions. Teve apenas uma temporada, com 32 episódios.

## História
É a história do milionário Brandon Brewster, que se transforma no super-herói Mini Polegar (Mighty Man). Ele tem a capacidade de diminuir de tamanho e outros poderes comuns a outros heróis como voar e super-força.
Seu fiel companheiro é Yogui (Yukk), o cão mais feio do mundo. Yogui é tão feio que vive com uma casinha de cachorro na cabeça. Sua arma secreta é justamente tirar a casinha e quando os vilões olham para o rosto do Yoggi desmaiam, tem crises psicóticos e tudo mais, de tanta feiura, até os prédios desabavam. O rosto dele nunca é mostrado, quando tira a casinha a imagem aparece por trás de sua cabeça, que é quase careca, com apenas 3 fios de cabelo.
Muito parecido com Dinamite, o Bionicão da Hanna-Barbera, onde Yogui é extremamente atrapalhado, sempre prejudicando Mini-Polegar, mas no final do episódio sempre salva o dia; como Falcão Azul e Bionicão.
Fazia parte do show do Homem-Elástico.
No Brasil, o desenho foi apresentado pela Rede Manchete nos anos 80 e no SBT em meados de 2008 e 2009. 
Em Portugal, o desenho foi transmitido na RTP em 1983 na dobragem original com legendas em português.

## Episódios
Nomes originais (em inglês)
1. Mighty Man And Yukk
2. Big Mouse The Bad Mouse
3. Anthead
4. Never Retire With Mr. & Mrs. Van Pire
5. Goldteeth's Bad Bite
6. Babv Man
7. Trouble Brews When Glue Man Glues
8. Shake Up With Ms. Make-Op
9. Bad News Snooze
10. Coach Crimes Big Plav
11. The Rooster
12. Rob Around The Clock
13. The Perils Of Paulette
14. The Dangerous Dr. Gadgets
15. Bye Bye Biplane
16. Beach Bums Crime Wave
17. The Fiendish Fishface
18. Catman
19. Kragg The Conqueror
20. The Menacing Mindreader
21. Dog Gone Days
22. The Evil Evo-Ray
23. The Video Villain
24. Krime Klown's Circus Of Evil
25. Copycat
26. Sinister Suit Suit
27. The Malevolent Marble Man
28. Evil Notions With Evila's Potions
29. The Diabolical Dr. Locust
30. Where There's A Will, There's A Creep
31. Doctor Icicle
32. The Glutunous Gloo

## Dubladores

### Nos EUA
- Mighty Man - Peter Cullen
- Yukk - John Stephenson

### No Brasil
- Yogui - Orlando Drummond
- Mini Polegar - Orlando Prado